# 卡乔拉
卡乔拉（Kajora），是印度西孟加拉邦Barddhaman县的一个城镇。总人口24955（2001年）。

## 人口
该地2001年总人口24955人，其中男性13819人，女性11136人；0—6岁人口3056人，其中男1612人，女1444人；识字率53.63%，其中男性为62.44%，女性为42.71%。